# Ghanaische Fußballmeisterschaft 1956
Die Ghanaische Fußballmeisterschaft 1956 (englisch GAFA Championship) war eine von der Ghana Amateur Football Association (GAFA) ausgetragene Meisterschaft im Fußball der Männer. Die von der GAFA nach der Idee von Ken Harrison und unter Vorsitz von Ohene Djan und Richard Akwei organisierte Meisterschaft wurde von den vier Vereinen aus Kumasi boykottiert, die infolgedessen ausgeschlossen wurden. Während der Saison konnten diese Vereine acht weitere davon überzeugen, aus der Meisterschaft auszusteigen; am Ende der Saison blieben nur noch Accra Hearts of Oak und Sekondi Eleven Wise übrig, die als erster (inoffizieller) Meister respektive Vizemeister in die Geschichte des ghanaischen Fußballs eingingen.
- Accra Hearts of Oak, Meister
- Sekondi Eleven Wise, Vizemeister
- während der Saison aus dem Spielbetrieb ausgeschieden: Accra Great Argonauts, Accra Great Olympics, Accra Standfast, Cape Coast Mysterious Dwarfs, Cape Coast Venomous Vipers, Obuasi Evertons, Obuasi Hearts of Oak
- nach Boykott noch vor Saisonbeginn von der Meisterschaft ausgeschlossen: Kumasi Asante Kotoko, Kumasi Cornerstone, Kumasi Dynamos, Kumasi Evergreens